# 高畑京一郎
高畑 京一郎（たかはた きょういちろう、1967年 -）は、日本の小説家。

## 人物
1967年静岡県生まれ。『クリス・クロス 混沌の魔王』で第1回電撃ゲーム小説大賞金賞を受賞し、作家デビュー。初のシリーズ作品『Hyper Hybrid Organization』は、当初から年にほぼ1冊の刊行というスローペースだったが、2006年以降は続巻が刊行されていない。
2002年度募集の第10回電撃ゲーム小説大賞より、選考委員になっている。

## 作品リスト

### 小説
- クリス・クロス 混沌の魔王（1994年11月 メディアワークス ISBN 4-07-302221-0 / 1997年2月 電撃文庫 ISBN 4-07-305662-X）
- タイム・リープ あしたはきのう（1995年6月 メディアワークス ISBN 4-07-303060-4 / 1996年12月 電撃文庫【上・下】 ISBN 4-07-305580-1 ISBN 4-07-305596-8 / 2022年10月 メディアワークス文庫【新装版、上・下】 ISBN 978-4-04-914696-7 ISBN 978-4-04-914697-4）[3]
- ダブル・キャスト（1999年3月 メディアワークス ISBN 4-07-312024-7 / 2000年2月 電撃文庫【上・下】 ISBN 4-8402-1415-8 ISBN 4-8402-1416-6）
- Hyper Hybrid Organizationシリーズ
  - Hyper Hybrid Organization 01-01 運命の日（2001年5月 電撃文庫 ISBN 4-8402-1710-6）
  - Hyper Hybrid Organization 01-02 突破（2002年11月 電撃文庫 ISBN 4-8402-2028-X）
  - Hyper Hybrid Organization 01-03 通過儀礼（2003年11月 電撃文庫 ISBN 4-8402-2414-5）
  - Hyper Hybrid Organization 00-01 訪問者（2004年6月 電撃文庫 ISBN 4-8402-2694-6）
  - Hyper Hybrid Organization 00-02 襲撃者（2004年10月 電撃文庫 ISBN 4-8402-2836-1）
  - Hyper Hybrid Organization 00-03 組織誕生（2005年11月 電撃文庫 ISBN 4-8402-3208-3）

### アンソロジー
「」内が高畑京一郎の作品。
- 君に贈る15ページ（2024年12月 メディアワークス文庫 ISBN 978-4-04-916004-8）「朝の読書だnyan」

### 原作
ラジオドラマ
- クリス・クロス 混沌の魔王
- タイム・リープ あしたはきのう
- ダブル・キャスト

映画
- タイム・リープ ～あしたはきのう～（監督:今関あきよし 1997年）